# Grille d'orientation sexuelle de Klein
La grille d'orientation sexuelle de Klein (Klein Sexual Orientation Grid, KSOG en anglais) a été développée par le Dr Fritz Klein, sexologue spécialisé dans l'étude de la bisexualité. 
Klein décrit d'abord la KSOG dans son livre 1978 L'Option bisexuelle,,,. 
La seconde édition date de 1993. Il tente de mesurer l'orientation sexuelle en élargissant l'échelle de Kinsey qui catégorise l'attirance sexuelle, en fonction de l’histoire de la personne, de 0 (exclusivement hétérosexuelle) à 6 (exclusivement homosexuelle).

## Généralités
Contrairement à l'échelle de Kinsey, la grille de Klein étudie l'orientation sexuelle en trois périodes de temps et par rapport à sept facteurs. 
De ce travail Reinhardt, dit dans The Bisexual Opinion : "Le travail du docteur Klein présente un continium de préférences sexuelles, sociales et émotionnelles tout au long des trajectoires de vie".
La KSOG est souvent utilisé comme un outil dans la recherche,. Les études utilisant la KSOG ont utilisé le partitionnement de données pour étudier les tendances dans les vingt et un des paramètres de la KSOG et amène à dégager 5 grandes étiquettes/catégories  de l'orientation sexuelle : 
- hétéro (straight),
- bi-hétéro,
- bi-bi,
- bi-homo,
- homo (gay)[8],[9] (en anglais américain gay signifie homo).

## La grille
La grille se décompose en trois parties : 
- passé (du début de l'adolescence jusqu'à il y a un an avant le test),
- présent (dans les 12 derniers mois),
- et idéal (ce que vous choisiriez si vous aviez complètement le choix).

| Facteurs | Passé (jusqu'à il y a un an) | Présent (les 12 derniers mois) | Idéal (ce que vous choisiriez si c'était une question de choix ou de volonté) |
| --- | ---------------------------- | ------------------------------ | ----------------------------------------------------------------------------- |
| A) Attirance sexuelle : Vers qui va votre attirance sexuelle ?                                                            | De 1 à 7                     | De 1 à 7                       | De 1 à 7                                                                      |
| B) Comportement sexuel : Avec qui avez-vous effectivement eu des relations sexuelles ?                                    | De 1 à 7                     | De 1 à 7                       | De 1 à 7                                                                      |
| C) Fantasmes sexuels : Vers qui vont vos fantasmes sexuels ?                                                              | De 1 à 7                     | De 1 à 7                       | De 1 à 7                                                                      |
| D) Préférence émotionnelle : Par qui vous sentez-vous le plus attiré ?                                                    | De 1 à 7                     | De 1 à 7                       | De 1 à 7                                                                      |
| E) Préférence sociale : Avec quel sexe nouez-vous des relations ?                                                         | De 1 à 7                     | De 1 à 7                       | De 1 à 7                                                                      |
| F) Préférences de vie : Dans quelle communauté aimez-vous passer votre temps ? Dans laquelle êtes-vous le plus à l'aise ? | De 1 à 7                     | De 1 à 7                       | De 1 à 7                                                                      |
| G) Auto-identification : Comment vous étiquetez-vous ou identifiez-vous ?                                                 | De 1 à 7                     | De 1 à 7                       | De 1 à 7                                                                      |

Chacune des 21 cases doivent contenir une valeur de 1 à 7. 
Les réponses possibles sont :
| Facteurs A à E                       |
| ------------------------------------ |
| 1 = l'autre sexe seulement           |
| 2 = l'autre sexe la plupart du temps |
| 3 = plutôt l'autre sexe              |
| 4 = les deux sexes                   |
| 5 = plutôt le même sexe              |
| 6 = le même sexe la plupart du temps |
| 7 = le même sexe uniquement          |

| Facteurs F et G                                      |
| ---------------------------------------------------- |
| 1 = hétérosexuel seulement                           |
| 2 = hétérosexuel la plupart du temps                 |
| 3 = plutôt hétérosexuel                              |
| 4 = à égalité hétérosexuel/homosexuel                |
| 5 = plutôt homosexuel, gay ou lesbienne              |
| 6 = homosexuel, gay ou lesbienne,la plupart du temps |
| 7 = homosexuel, gay ou lesbienne, uniquement         |

## Exploitation des résultats
- Chaque colonne (passé, présent, idéal) est totalisée sur 49.
- Plus le chiffre est faible (vers 7), plus la tendance hétérosexuelle est marquée.
- Plus il est élevé (vers 49), plus l'attirance homosexuelle gay ou lesbienne est affirmée.
- La position la plus médiane (autour de 28) est révélatrice d'une bisexualité ancrée.

## Les sexes de Klein sur un tableau HLGBT
On peut organiser les résultats du test (ou les évaluations de ceux-ci en fonction de leur biographie) sur un tableau 3 x 3 à double entrée dont la structure est la suivante :
| État-civil        | H Hétérosexuel(le)s | B Bisexuel(le)s | (homosexuel(le)s) |
| ----------------- | ------------------- | --------------- | ----------------- |
| Masculin          | —                   | —               | G (gays)          |
| T (Transidentité) | FtoM MtoF           | —               | FtoM MtoF         |
| Féminin           | —                   | —               | L (lesbiennes)    |

## Réception par les psychologues
C'est grâce à cet outil que Fred Klein a assis sa réputation de spécialiste de la bisexualité. Cet outil s'est popularisé parmi les militants, les éducateurs et les thérapeutes, parce qu'il reconnaît la complexité de la sexualité humaine et en particulier la fluidité sexuelle dans le temps.
Cependant, en raison de sa complexité, il a été peu employé et diffusé parmi les chercheurs et reste peu familier à beaucoup d'entre eux.

## Lacunes
Klein, tout en insistant sur le fait que la grille a exploré beaucoup plus de dimensions que les échelles précédentes, a reconnu qu'il a omis les aspects suivants pouvant intervenir dans la définition de l'orientation sexuelle, :
- L'âge du partenaire ;
- Amour et amitié n'étaient pas différenciés dans la variable de préférence émotionnelle ;
- L'attraction sexuelle ne fait pas de distinction entre le désir sexuel et l'état affectif amoureux ou limerence ;
- Manque de clarté sur le sens de la fréquence dans l'activité sexuelle,  fait elle référence au nombre de partenaires ou au nombre de relations ;
- Les rôles sexuels, ainsi que les rôles de genre ne sont pas inclus.